# Schermer
Schermer – dawna gmina w Holandii, w prowincji Holandia Północna. Była osobną gminą do 1 stycznia 2015, kiedy została włączona do gminy Alkmaar.